# Медовичка ротуманська
Медови́чка ротуманська (Myzomela chermesina) — вид горобцеподібних птахів родини медолюбових (Meliphagidae). Ендемік Фіджі.

## Опис
Довжина птаха становить 9 см. Виду притаманний статевий диморфізм. У самців груди, боки, верхня частина живота і спина яскраво-червоні, решта тіла чорна. У самиць спина менш червона, нижня частина тіла коричнювато-чорна зі слабким червонуватим відтінком на горлі і верхній частині груде, більш вираженим на нижній частині грудей і на животі.

## Поширення і екологія
Ротуманські медовички мешкають на острові Ротума та на сусідніх острівцях. Вони живуть у вологих рівнинних тропічних лісах і чагарникових заростях, в садах і на плантаціях. Живляться нектаром і комахами. Віддають перевагу нектару Cocos nucifera, Morinda citrifolia, Pritchardia pacifica, Spathodea campanulata, а також нектару інтродукованих Stachytarpheta.

## Збереження
МСОП класифікує цей вид як вразливий через обмежений ареал його поширення. Однак це досить поширений вид птахів в межах свого ареалу. За оцінками дослідників, популяція ротуманських медовичок становить від 10 до 20 тисяч птахів. Їм можуть загрожувати інвазивні хижаки.